# NGC 1498
NGC 1498 ist ein Asterismus im Sternbild Eridanus.
Das Objekt wurde am 8. Februar 1784 vom britischen Astronomen Wilhelm Herschel entdeckt.